# Anticipation of the Night
Pour plus de détails, voir Fiche technique et Distribution.
Anticipation of the Night est un film expérimental américain réalisé par Stan Brakhage, sorti en 1958.